# 圣迭戈 (得克萨斯州)
圣迭戈是美国得克萨斯州的一座城市，杜瓦尔县县治。该市横跨杜瓦尔和吉姆韦尔斯两县，2000年人口4,753，集中于杜瓦尔县。